# Валнере, Рита
Рита Валнере (латыш. Rita Valnere; 21 сентября 1929, Бенская волость — 21 апреля 2015) — латвийская художница и учитель рисования.
Была замужем за художником Эдуардом Калнинем, её дочь Иева Калниня тоже художница.
В 1949 году окончила Рижскую художественную школу имени Яниса Розенталя. В 1956 году окончила отделение живописи Латвийской Академии художеств. С 1967 по 2000 год там же преподавала, с 1985 года — профессор. С 1988 г. — член-корреспондент Академии художеств СССР.
В 1955 году начала участвовать в выставках. Чаще всего писала маслом и пастелью, писала много портретов, в 1962 году также сделала «Автопортрет с Иевой», в 1974 году написала портрет Райниса и Аспазии. Автор запрестольных образов для нескольких церквей (в том числе Рижской церкви Св. Петра и Павла), работала также как книжный график.
В 1956 году стала членом Союза художников Латвии. В 1978 году получила премию Союза художников Латвии, в 1988 году — почетное звание Народного художника Латвийской ССР. В 2002 году художнице была присуждена пожизненная стипендия Государственного фонда культурного капитала.
Художница скончалась 21 апреля 2015 года, похоронена на кладбище Райниса.